# 고속 중성자로

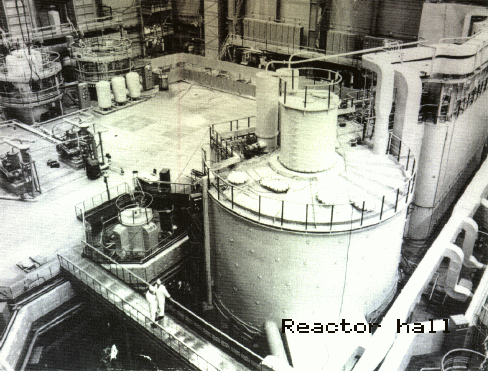
카스피해 해변에 있는 BN350 고속 중성자로와 해수담수화 설비. 이 설비는 135MW_{e}를 발전하여 해수담수화 설비에 증기를 제공한다.

고속 중성자로(fast-neutron reactor, FNR) 혹은 고속로는 고속 중성자를 이용하는 열 원자로의 종류이다. 고속로에는 감속재가 필요 없으나, 열 중성자에 비해 분열 효율이 낮기에 다른 열 원자로에 비해 우라늄 농축 정도가 더 높다는 특징이 있다.

## 장점
평균적으로, 열 중성자로 인해 발생되는 분열에서 더 많은 고속 중성자들이 튀어 나온다. 이 결과 연쇄반응을 유지하는 중성자에 비해 더 많은 중성자가 나온다는데 있다. 잔여 중성자는 다른 연료를 만들 수 있으며, 혹은 반감기가 긴 처리곤란한 방사성 동위원소를 변화시켜, 좀 더 반감기가 짧은 방사성 원소로 변화시키거나 혹은 일반 원자로에서 나오는 방사성 폐기물보다 더 적은 양의 방사성 폐기물을 만들거나 혹은 다른 용도로 전용가능하다. 상업적인 열 원자로에서도 잉여 중성자를 만들지만, 고속 중성자로는 고속중성자를 입자에 흡수시켜 연료를 증식시켜낸다. 이러한 디자인은 보통 고속 증식로라고 불린다.

## 원자로 디자인

### 냉각재
열 원자로에서 주로 쓰여온 물은 감속재 역할도 하기 때문에 고속 중성자로에 적합하지 못하다. 그러나, 4세대 원자로 중 초임계압 경수 냉각 고속로같은 경우, 중성자 복사에 영향을 줄만큼 밀도가 높지 않기 때문에, 고속 중성자로로 취급을 한다.
초임계압 경수 냉각 고속로를 제외한 모든 고속로는 액체금속을 냉각재로 쓰고 있다. 초기의 로스앨러모스 국립 실험실의 클레멘타인 원자로는 수은을 냉각제로, 플루토늄 금속 연료를 사용했다. 나트륨과 칼륨 냉각재는 낮은 용융온도로 실험 고속로에서 많이 사용되었다. 액체 납은 해군 원자로와 몇몇 실험용 원자로에서 사용되었다. 모든 대규모 고속로에선 액체 나트륨을 냉각재로 쓴다.
또한 가스냉각 고속 중성자로도 현재 연구 중에 있다.

### 핵연료
경험상 고속 중성자내에서의 연쇄반응을 지지하기 위해선 고농축 우라늄 혹은 플루토늄을 써야 한다. 왜냐하면, 원자로에선 핵분열 반응에서 얻어내는 열 반응을 선호하는데, 일반 열 중성자로 발생하는 열반응이 100이라고 칠때, U238이 고속중성자로 인해 Pu239로 변하는 비율이 9밖에 안되기 때문이다. 그러므로, 고속 중성자로엔 순수한 천연 우라늄 연료는 어렵다.
그러나, 고속로를 증식로로 만들시, 소모한 연료보다 더 많은 연료를 만들 수 있다. 원자로 내에서 핵분열 하면서 생긴 분열 생성물은 추가된 천연 혹은 열화우라늄이 대체되어, 더이상의 농축은 필요없게 된다. 이게 고속증식로(Fast Breeder Reactor, FBR)의 개념이다.
지금까지, 모든 고속 중성자로들은 MOX 연료를 사용하거나, 혹은 금속합금 연료를 사용해왔다.

### 제어
다른 열 원자로처럼, 고속 중성자로는 임계상태를 유지하기 위해, 제어봉을 사용한다. 그러나, 고속로엔 도플러 선폭증대(열중성자에 영향을 줌) 혹은 부정적 보이드 계수(감속재가 없으니, 감속재가 끓으며 생기는 반응성 약화도 없다)가 없다. 그러나, 연료의 열팽창이 일어나면, 출력이 낮아지는 민첩한 부정적 피드백은 존재한다.

## 같이 보기
- 핵연료 주기
- 액체금속로
- 가스냉각 고속로
- 4세대 원자로
- 에너지 증폭기